# Fokker D.V

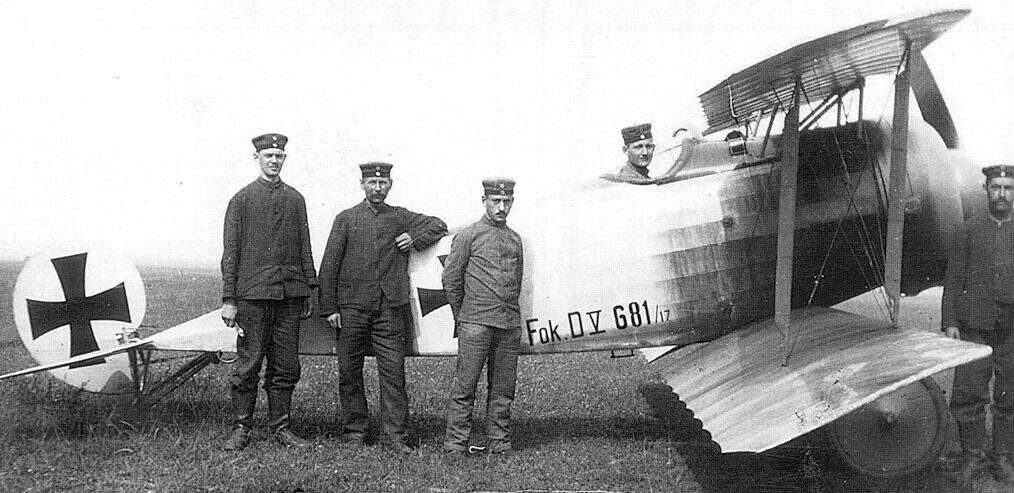
Fokker D.V met piloot en grondpersoneel (1916)

De Fokker D.V (Fokker projectnaam M.22) was een Duits jachtvliegtuig gebouwd door vliegtuigbouwer Fokker tijdens de Eerste Wereldoorlog. De eerste vlucht van deze militaire tweedekker was in 1916.
Na de tegenvallende prestaties van de Fokker D.I – D.IV serie werd de lichtere D.V ontwikkeld. De romp kreeg een verbeterde neus en andere zijkant. De vleugelpositie werd veranderd om de piloot beter zicht te bieden.
Hoewel de vliegeigenschappen en bestuurbaarheid goed waren, bleek de Oberursel U.I rotatiemotor te zwak om de prestaties van de Albatros jagers te evenaren. De Fokker D.V deed weinig dienst op het strijdtoneel en de meeste toestellen werden ingezet als trainingsvliegtuig.

## Specificaties
- Type: Fokker D.V
- Fabriek: Fokker
- Rol: Jachtvliegtuig
- Bemanning: 1
- Lengte: 6,05 m
- Spanwijdte: 8,75 m
- Hoogte: 2,30 m
- Vleugeloppervlak: 15,5 m²
- Leeggewicht: 363 kg
- Maximum gewicht: 566 kg
- Motor: 1 × Oberursel U.I negencilinder rotatiemotor, 110 pk
- Propeller: tweebladig
- Aantal gebouwd: 216
- Eerste vlucht: 1916

Prestaties
- Maximumsnelheid: 170 km/u
- Vliegbereik: 240 km
- Plafond: 3900 m
- Klimsnelheid: 2,6 m/s

Bewapening
- Geschut: 1 × vast 7,92 mm LMG 08/15 Spandau machinegeweer